# Shinya Tomita
Shinya Tomita (冨田 晋矢 Tomita Shinya?), född 8 maj 1980 i Kyoto prefektur, är en japansk före detta fotbollsspelare.
Tomita började sin karriär 1999 i Kyoto Purple Sanga. Han spelade 92 ligamatcher för klubben. Med Kyoto Purple Sanga vann han japanska cupen 2002. 2006 flyttade han till Arte Takasaki. Efter Arte Takasaki spelade han för FC Mi-O Biwako Kusatsu. Han avslutade karriären 2008.